# Feste Omaruru
Die Feste Omaruru, auch als West-Station bekannt,  war eine Festung der Schutztruppe in Deutsch-Südwestafrika, dem heutigen Namibia. Sie befand sich am Rande der gleichnamigen Ortschaft im zentralen Norden des Landes. 
Die Feste wurde vermutlich 1889, nachdem Frieden mit den Herero geschlossen worden war, für eine 20 Mann starke Truppe erbaut. Sie diente auch als Bezirksamt und umfasste ab 1898 zudem ein Postamt.